# Église Saint-Apollinaire de Prague
Pour les articles homonymes, voir Église Saint-Apollinaire.
La collégiale de Saint-Apollinaire (en tchèque : Kostel svatého Apolináře) est un monastère de Prague.
Le monastère était à l'origine situé dans la ville de Sadská au début du XIIe siècle. L'empereur Charles IV l'a transféré à Prague en 1362, où il a trouvé son nouvel emplacement dans la Nouvelle Ville de Prague.
Le monastère et les collégiales ont été construits dans la nouvelle ville de Prague au XIVe siècle. Des vestiges de peintures murales datant d'environ 1390 ont été conservés à l'intérieur de l'église. L'église gothique, restaurée en 1897 par Joseph Mocker, est protégée comme monument culturel tchèque.

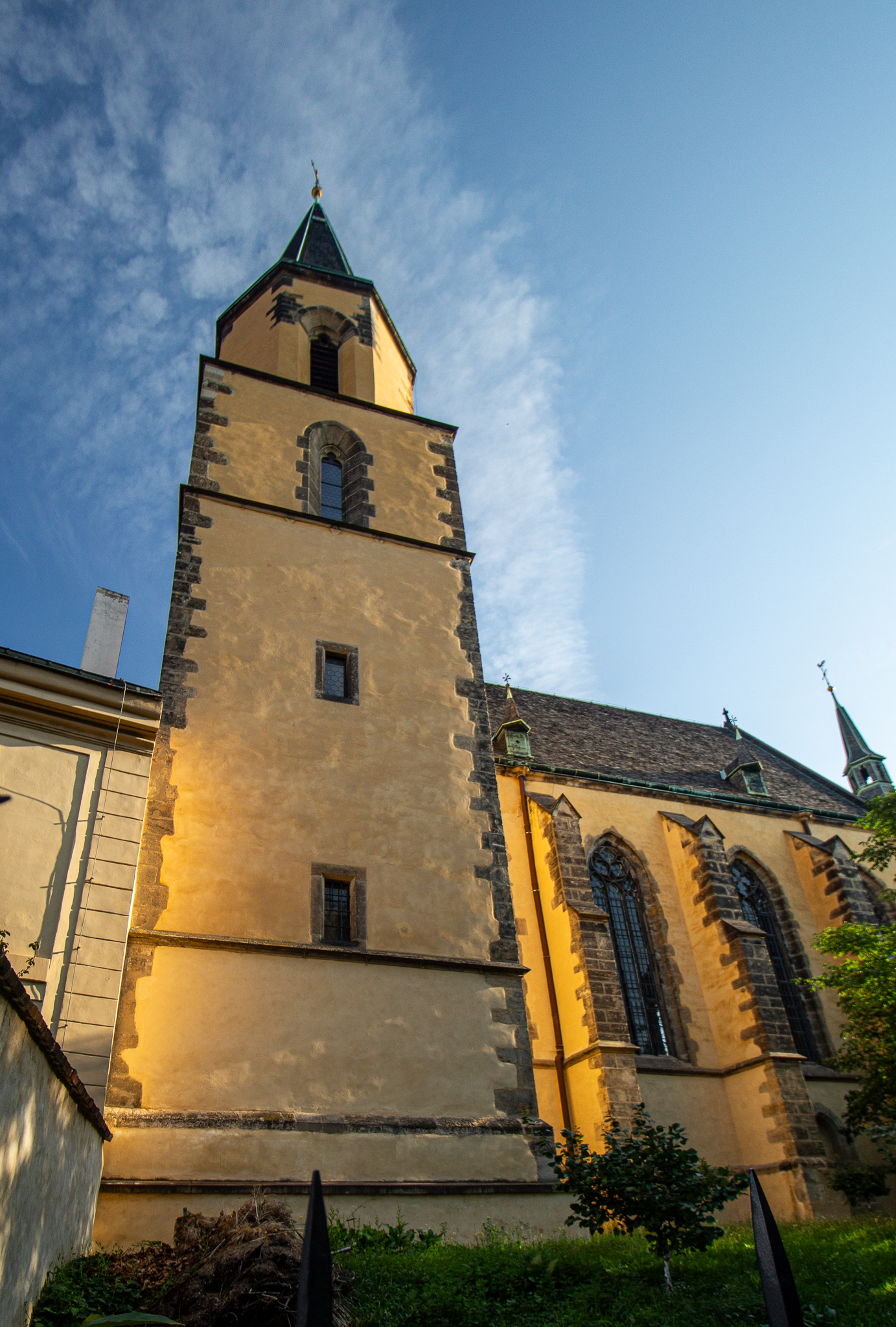
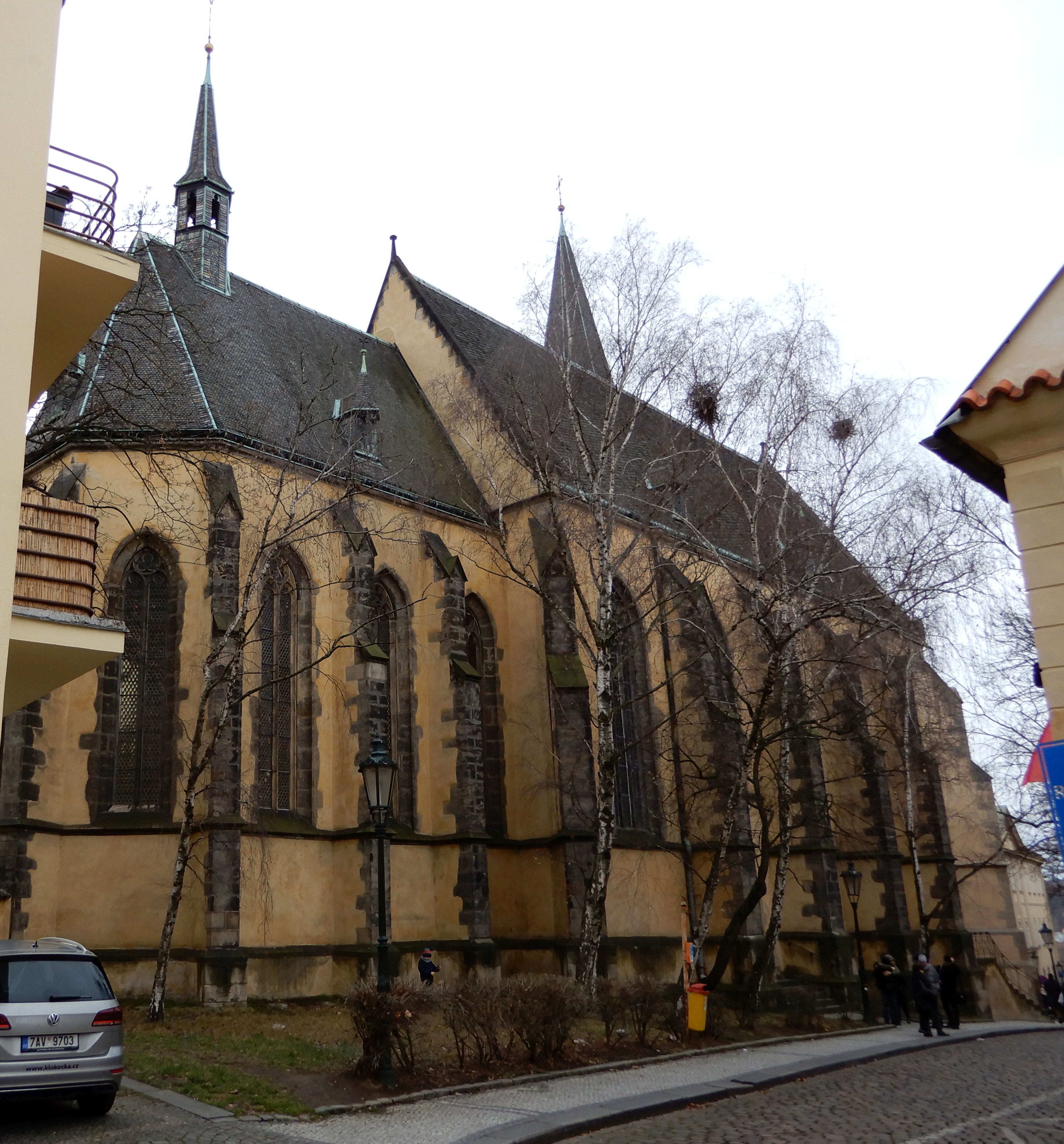
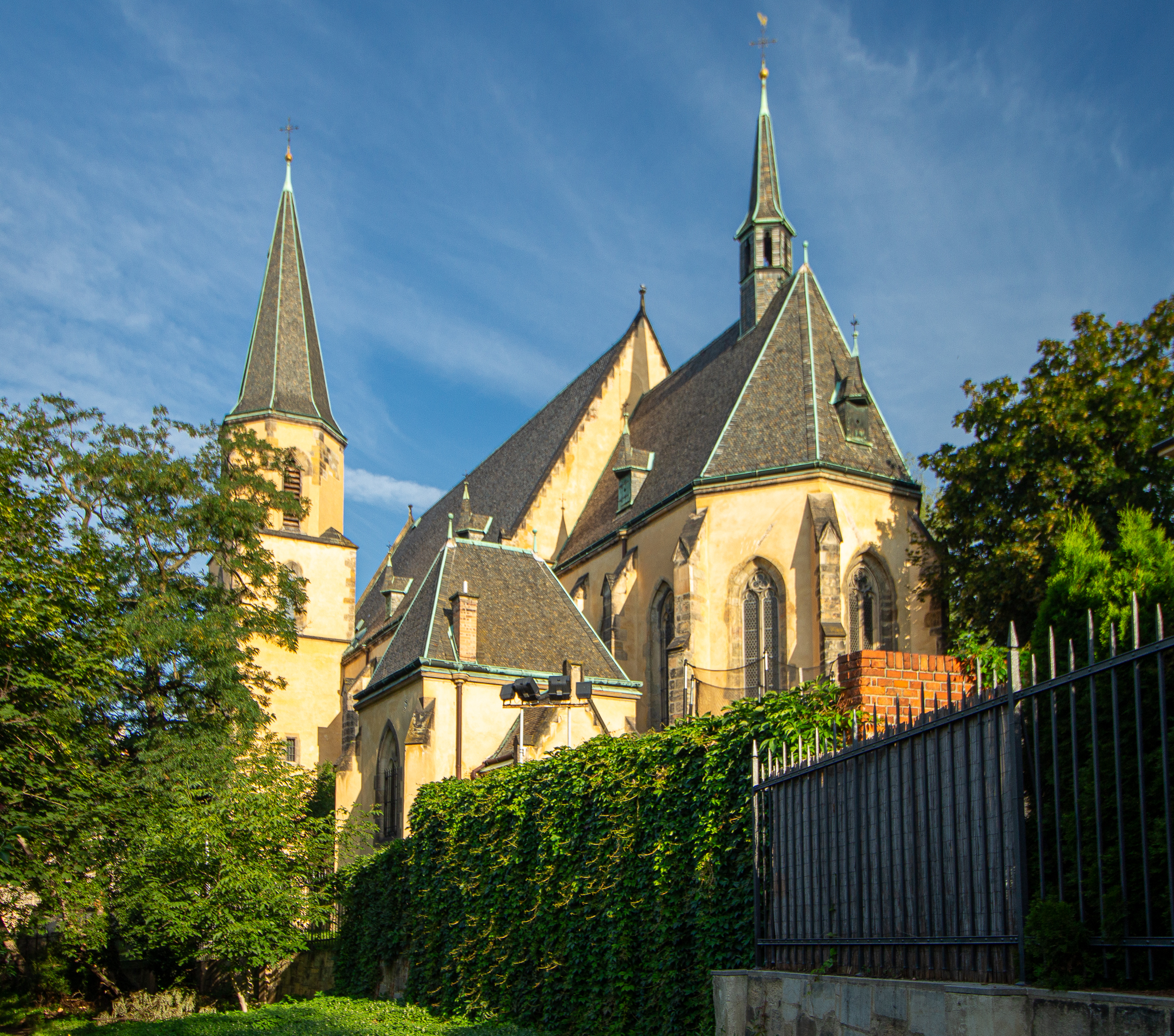

## Liens web
- Dix siècles d’architecture : Architecture du gothique. 1. Prague : Administration du château de Prague, 2001, 319 pages, page 92.  (ISBN 80-861-6143-9).
- Jaroslava STAŇKOVÁ, Jiří ŠTURSA, Svatopluk VODĚRA et Jaroslav STANĚK. Prague : onze siècles d’architecture. 1re éd. Prague : PAV, 1992, 357 p., pages 57-58  (ISBN 80-900-0031-2).
- Reportage sur l'église Saint-Apollinaire sur radio.cz